# IC 5116
IC 5116 ist eine Spiralgalaxie vom Hubble-Typ Sb im Sternbild Indianer am Südsternhimmel. Sie ist schätzungsweise 165 Millionen Lichtjahre von der Milchstraße entfernt und hat einen Durchmesser von etwa 80.000 Lichtjahren.
Gemeinsam mit NGC 7123,  IC 5106 und PGC 67474 bildet sie die NGC 7123-Gruppe oder LGG 447.
Das Objekt wurde am 28. September 1900 von DeLisle Stewart entdeckt.